# Município de Rumley (condado de Harrison, Ohio)
O município de Rumley (em inglês: Rumley Township) é um município localizado no condado de Harrison no estado estadounidense de Ohio. No ano de 2010 tinha uma população de 1.471 habitantes e uma densidade populacional de 24,36 pessoas por km².

## Geografia
O município de Rumley encontra-se localizado nas coordenadas 40° 23′ 46″ N, 81° 01′ 10″ O. Segundo a Departamento do Censo dos Estados Unidos, o município tem uma superfície total de 60.38 km², da qual 60,34 km² correspondem a terra firme e (0,07 %) 0,04 km² é água.

## Demografia
Segundo o censo de 2010, tinha 1.471 habitantes residindo no município de Rumley. A densidade populacional era de 24,36 hab./km². Dos 1.471 habitantes, o município de Rumley estava composto pelo 97,55 % brancos, o 0,14 % eram afroamericanos, o 0,07 % eram amerindios, o 0,2 % eram de outras raças e o 2,04 % eram de uma mistura de raças. Do total da população o 0,48 % eram hispanos ou latinos de qualquer raça.